# Tarn
 Denne artikel omhandler departementet Tarn. Opslagsordet har også en anden betydning, se Tarn (flod).
Tarn ( fransk udtale ?) er et fransk departement i regionen Occitanie. Hovedbyen er Albi, og departementet har 369.507 indbyggere (2007).
Der er 2 arrondissementer, 23 kantoner og 319 kommuner i Tarn.
- Wikimedia Commons har flere filer relateret til Tarn

43°54′35″N 2°06′33″Ø / 43.9097°N 2.1092°Ø